# ديفيد مالان
ديفيد ج. مالان (بالإنجليزية: David J. Malan)‏ عالم كمبيوتر أمريكي وأستاذ. مالان هو أستاذ جوردون مكاي، ممارسة علوم الكمبيوتر بجامعة هارفارد ويشتهر بتدريس  علوم الكمبيوتر (المعروفة باسم CS50)   وهي مساق هائل مفتوح عبر الإنترنت (MOOC) على منصة إيديكس (edX)، والمحاضرات شاهدها أكثر من مليون شخص حتى عام 2017 وما بعدها.
مالان عضو هيئة التدريس في كلية هارفارد جون إيه بولسون للهندسة والعلوم التطبيقية، حيث تشمل اهتماماته البحثية الأمن السيبراني،   الطب الشرعي الرقمي ، شبكات الروبوت ،. تعليم علوم الكمبيوتر ، التعلم عن بعد ، التعلم التعاوني ، والتعليم بمساعدة الحاسوب.

## تعليم
التحق مالان بكلية هارفارد، ودرس الحكومة في البداية، وحصل على CS50 في خريف عام 1996، والتي كان يدرسها بريان كيرنيغان في ذلك الوقت. مستوحى من كيرنيغان، بدأ مالان تعليمه في علوم الكمبيوتر، وتخرج بدرجة بكالوريوس العلوم في علوم الكمبيوتر في عام 1999. بعد فترة من العمل خارج الأوساط الأكاديمية، عاد إلى الدراسات العليا لإكمال درجة الماجستير في العلوم في عام 2004، تلتها درجة الدكتوراه في عام 2007 للبحث في الأمن السيبراني والطب الشرعي للكمبيوتر، تحت إشراف مايكل د. سميث.

## تدريس

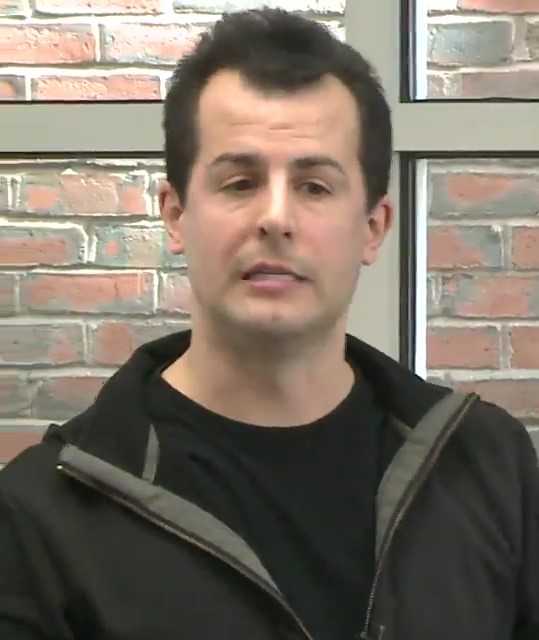
ديفيد مالان محاضرة CS164David J Malan CS164 lecture

يشتهر مالان بتدريس CS50، دورة تمهيدية في علوم الكمبيوتر للتخصصات وغير التخصصات التي تهدف إلى تطوير مهارات التفكير الحسابي، باستخدام أدوات مثل سكراتش، بايثون ،  SQL،  وجافا سكريبت. اعتبارًا من عام 2016 ، تضم الدورة 800 طالبًا جديدًا وطالب في السنة الثانية مسجلين في كلية هارفارد كل عام، مما يجعلها أكبر دورة هناك. CS50 متاح في edX كـ CS50x،  مع أكثر من مليون مشاهدة من المحاضرات.  دوراته في EdX معروفة بأن الناس من جميع الأعمار قد أخذوها. جميع دوراته متاحة مجانًا ومرخصة لإعادة استخدامها مع الإسناد باستخدام OpenCourseWare،  على سبيل المثال في cs50.tv.  يوجد CS50 أيضًا باسم CS50 AP (التنسيب المتقدم)، وهو تكيف للمدارس الثانوية التي تفي بمبادئ علوم الكمبيوتر الخاصة بـ AP لمجلس الكلية.
إلى جانب CS50 ، يُدرس مالان أيضًا في مدرسة ملحق هارفارد ومدرسة هارفارد الصيفية. قبل التدريس في جامعة هارفارد ، قام مالان بتدريس الرياضيات وعلوم الكمبيوتر في مدرسة فرانكلين الثانوية وجامعة تافتس.

## ابحاث
عمل مالان في Mindset Media، LLC من عام 2008 إلى عام 2011 كرئيس تنفيذي للمعلومات (CIO) ، حيث كان مسؤولاً عن الإعلان عن قابلية تطوير الشبكة وأمنها وتخطيط السعة. لقد صمم بنية تحتية لجمع مجموعات بيانات ضخمة قادرة على 500 مليون طلب HTTP في اليوم، مع ذروة 10 آلاف في الثانية. في عام 2011 ، استحوذت Meebo، Inc. على Mindset Media. وخلال الفترة من 2001 إلى 2002 ، عمل في AirClic كمدير هندسة.
كان مالان أيضًا مؤسس ورئيس مجلس إدارة Diskastert ، وهي شركة لاستعادة البيانات توفر الاسترداد الاحترافي للبيانات من محركات الأقراص الثابتة وبطاقات الذاكرة ، بالإضافة إلى تحقيقات الطب الشرعي للمسائل المدنية.
خلال دراسته الجامعية ، عمل مالان بدوام جزئي في مكتب المدعي العام في مقاطعة ميدلسكس بولاية فيرجينيا كمحقق في الطب الشرعي ، وبعد ذلك أسس شركتين ناشئتين خاصتين به. على الجانب منذ عام 2003، تطوع كفني طبي للطوارئ (EMT-B) لخدمات الطوارئ الطبية في معهد ماساتشوستس للتكنولوجيا (EMS). يواصل التطوع باعتباره EMT-B للصليب الأحمر الأمريكي.
مالان هو أيضًا عضو نشط في مجتمع SIGCSE ،  مجموعة ذات اهتمام خاص (SIG) معنية بتعليم علوم الكمبيوتر (CSE) التي تنظمها جمعية ماكينات الحوسبة (ACM).